# Pirot
Pirot (v srbské cyrilici Пирот) je město v jihovýchodní části centrálního Srbska poblíž hranice s Bulharskem. V roce 2011 zde žilo 57 922 obyvatel. Administrativně je součástí Pirotského okruhu, jehož je i hlavním městem. Nachází se na silničním i železničním tahu z Niše do Dimitrovgradu a dále k bulharské hranici, 71 km od Niše a 311 km od Bělehradu. Je rovněž znám díky kavárnám, vyhlášeným v celém Srbsku.

## Geografie
Městem protéká řeka Nišava. V blízkosti Pirotu se nachází několik pohoří, například Stara planina, Vlaška planina, Belava a Suva planina. Ve středu města se nachází pevnost Momčilov Grad. 
Kromě toho je se severovýchodně od města nachází i Zavojské jezero (srbsky Завојско језеро), které je atraktivním turistickým cílem, stejně jako vrchol Midžor nebo vodopád Tupavica. Mezi další jezera, která se nachází v okolí Pirotu, patří např. Berovačské jezero, Krupačské jezero nebo Sukovské jezero. 

## Administrativní dělení
Město Pirot je rozděleno řekou Nišavou na dvě části: Tijabara a Pazar. Celá opština Pirot sde skldá ze 70 měst a obcí.

## Název a historie
Město vzniklo pravděpodobně v místě římského sídla Tures, na cestě mezi městy Serdika a Naisos. Jeho existence byla doložena v mapách ze 4. století. Název označoval strážní věž. Již v dobách antiky tudy vedla silnice Via Militaris.
Během existence byzantské říše bylo vybudováno opevnění (Kvimedava). Pod tímto názvem bylo známé v době příchodu Slovanů na Balkán. Obnovu místních opevněných věží nařídil byzantský císař Justinián I. V této době byl Pirot městem opevněným, nacházela se zde křesťanská bazilika, a také lázně.

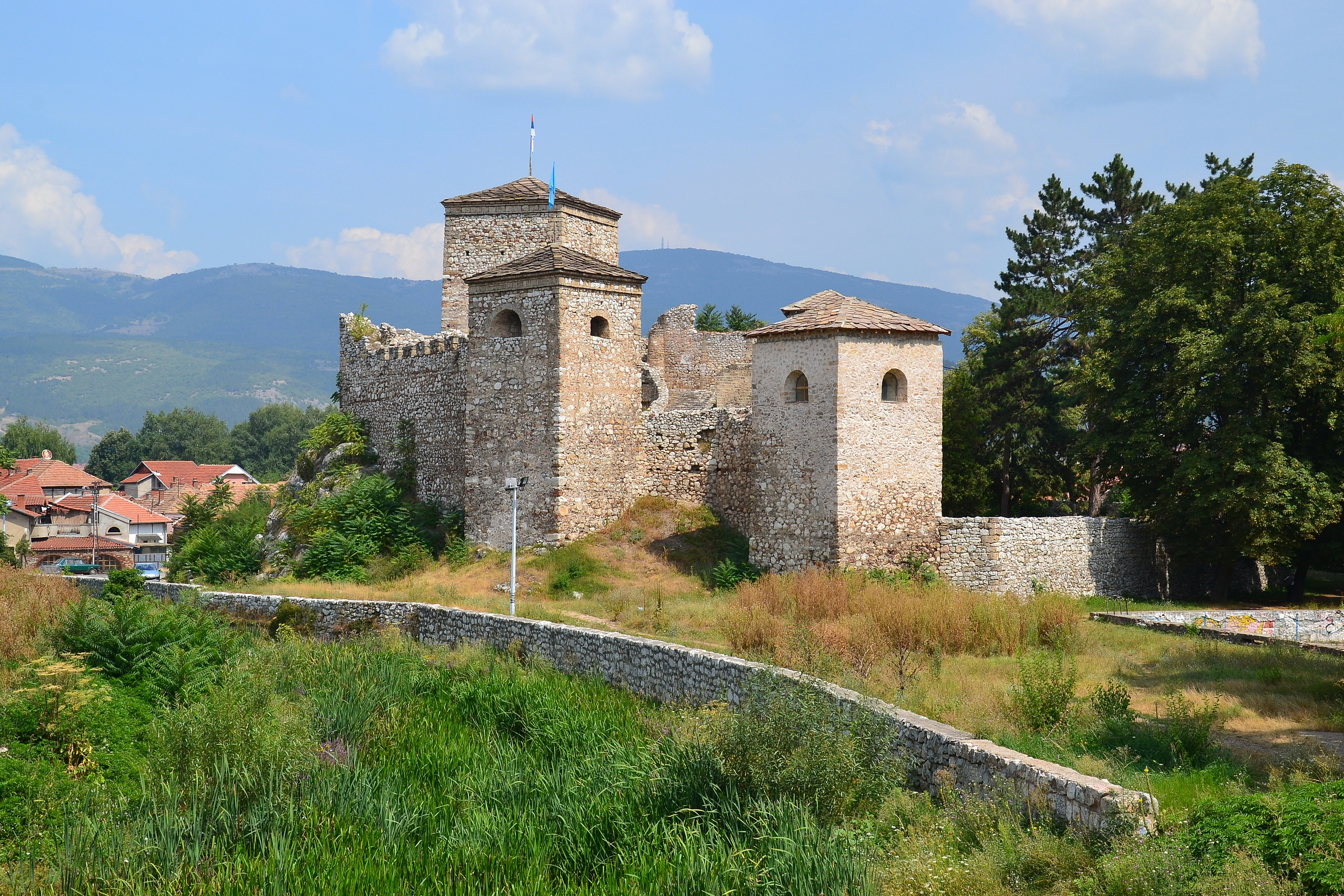
Momčilov grad

Město je také zmíněno v zápisech arabského cestovatele Idrísího pod názvem Atrubi. Poté byla oblast v závěru 12. století na krátkou dobu dobyta Štěpánem Nemanjou. Následně se vrátila zpět byzantská moc a po ní se Pirot stal součástí bulharského carství. Za Lazara Hrebeljanoviće byl kolem roku 1380 postaven Momčilov grad. Stefan Lazarević roku 1413 jeho opevnění zesílil a rozšířil o druhý pás hradeb.
První písemná zmínka o Pirotu se současným názvem pochází z roku 1498. Nejspíše je řeckého původu a odkazuje na trhovce původem z oblasti Epiru. V turečtině zněl název města Şehirköy, ten různými fonetickými úpravami poté přecházel do dalších evropských jazyků.
Do konce 15. století zde nejspíše stály již turecké lázně (hamam) a zájezdní hostinec (han). Turecký cestopisec Evlija Čelebi během svých cest po evropském Turecku zde později napočítal dvoje lázně, sedm škol a na dvě stovky malých krámků. Přes řeku Nišavu zde byl veden malý, dřevěný most s jedním obloukem. Za období turecké nadvlády byl Pirot znám také díky výrobě ručně tkaných koberců. Navštívil jej také Rakušan August von Mayern, který si povšiml, že nebylo opevněno. Povšiml si, že místní jsou Srbové (Rasciani) a Turci. V roce 1664 přes Pirot cestoval britský šlechtic John Burberry, poznamenal si, že zde stály tři kostely. V 17. století se centrum města nacházelo na levém břehu řeky, žily zde asi dva tisíce obyvatel.
Během rakousko-turecké války v první polovině 18. století vstoupila dne 23. července 1737 rakouská armáda do Pirotu. O dva roky později se město (spolu se značnou částí dnešního Srbska) vrátilo zpět Turkům. Staronoví páni jej vypálili, zničeny byly všechny tehdejší kostely a popelem lehlo 140 domů. Řada místních uprchla na sever. Opuštěný byl Pirot nejspíše několik desetiletí, neboť v roce 1768 je popsán jako město, které je z půlky v troskách.
Postupně byl Pirot obnovován. V roce 1836 zde došlo k dvěma povstáním; k prvnímu v červnu a k druhému v srpnu, obě byla potlačena. Město bylo i přes srbská povstání i nadále součástí Osmanské říš. V roce 1841 přes Pirot cestoval Jérôme-Adolphe Blanqui, který místní slovanské obyvatelstvo označil jako bulharské (stejně jako zbytek Nišského sandžaku). 

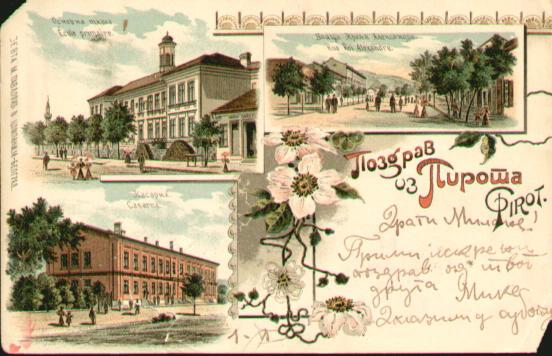
Pohlednice z Pirotu roku 1900: Soud, promenáda a nádraží

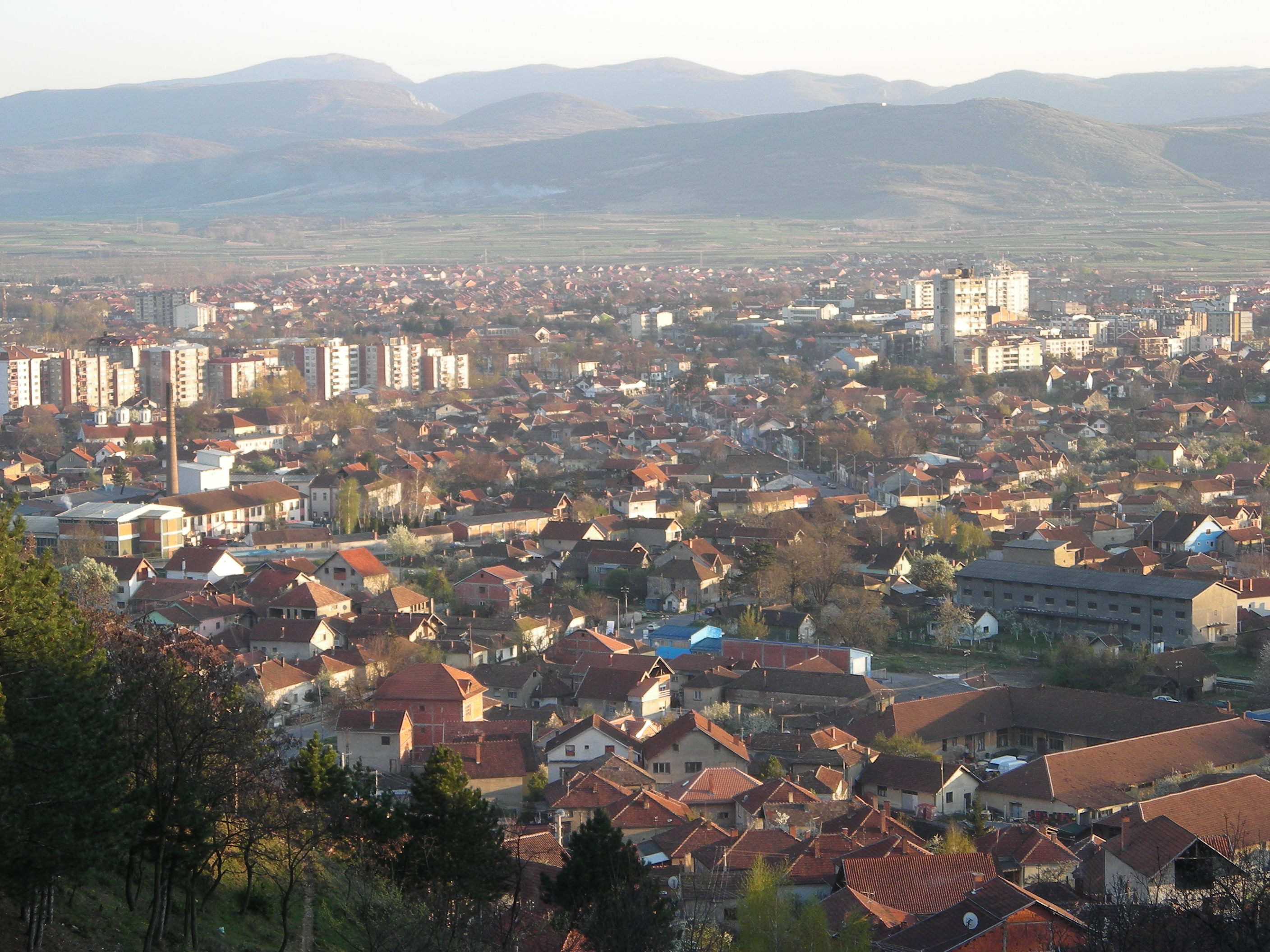
Pohled na město

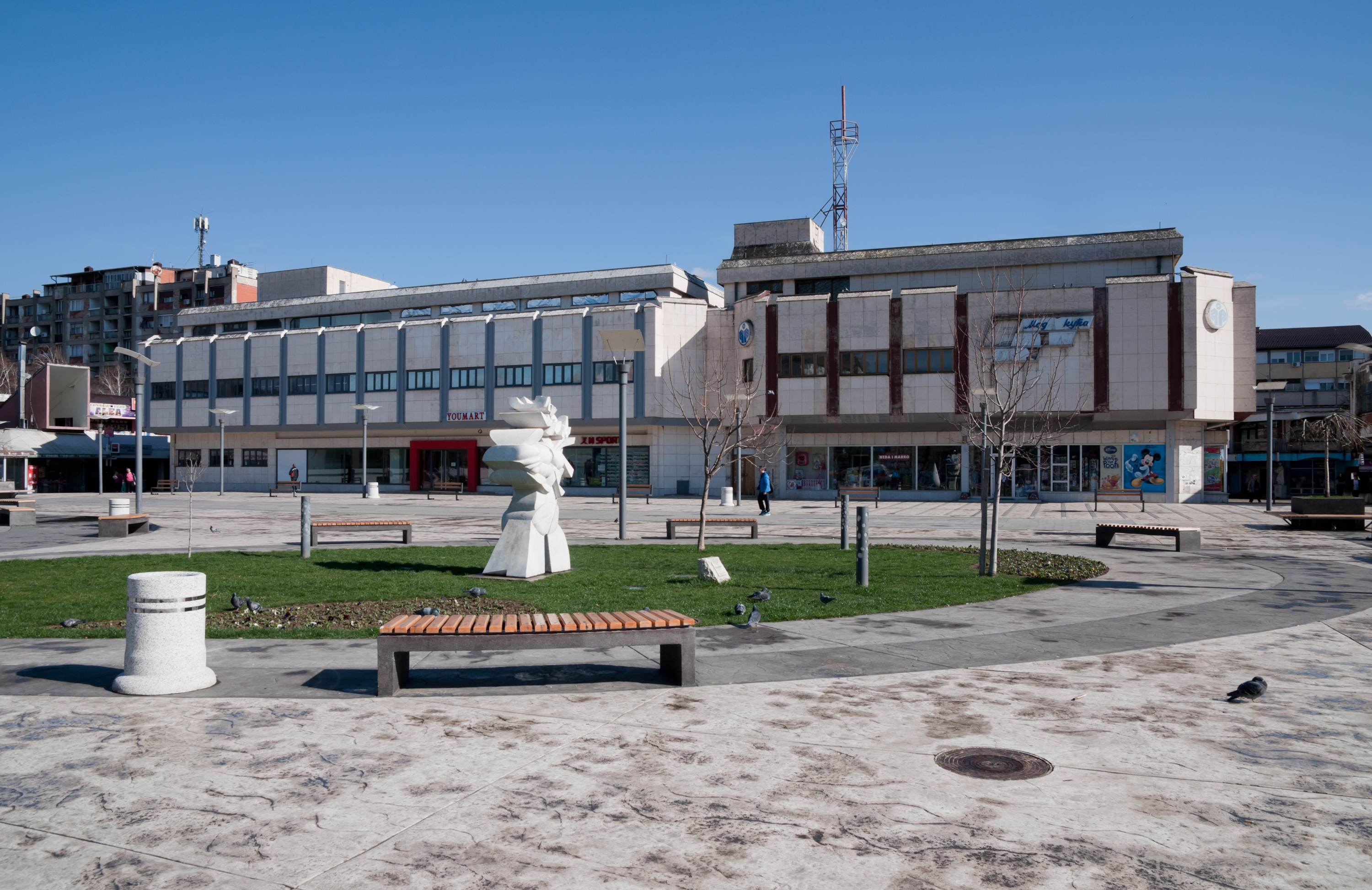
Hlavní náměstí s obchodním domem

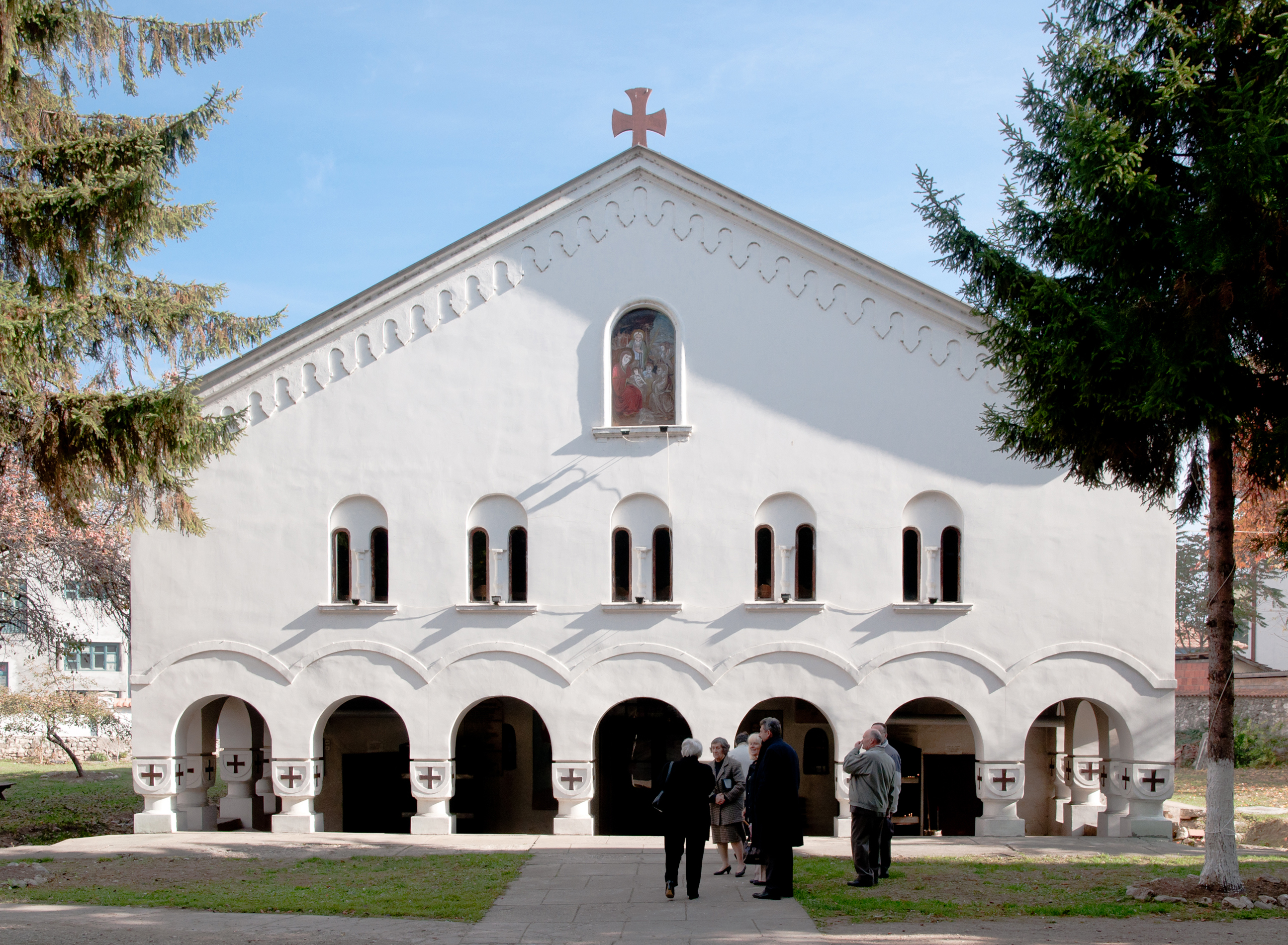
Chrám Narození Páně

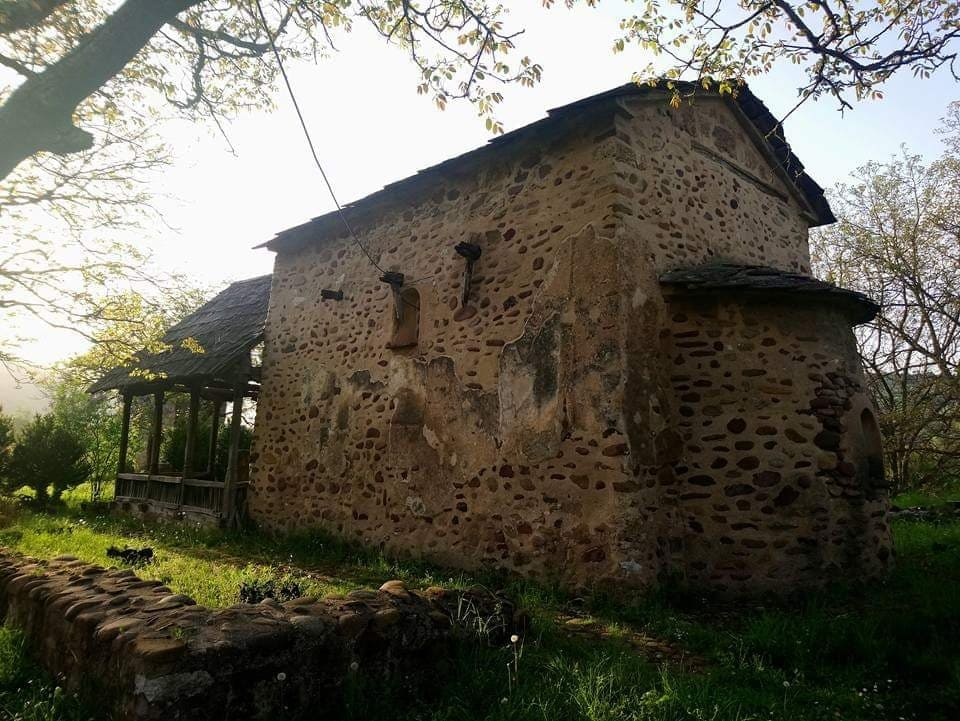
Chrám sv. Petky

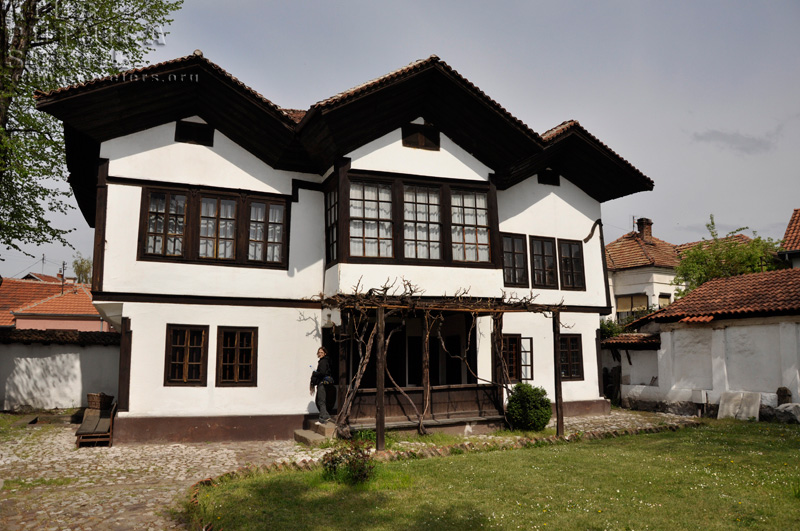
Muzeum

K Srbsku byl připojen v roce 1877. Tehdy zde žilo 8 tisíc obyvatel, navštívil jej i tehdejší srbský panovník Milan Obrenović. Příchod srbské armády vyvolal konflikt mezi obyvatelstvem, které se považovalo za Srby a tím, které se označovalo za Bulhary. Podle Sanstefanské smlouvy se měl Pirot stát součástí Bulharska, nicméně na základě Berlínské smlouvy byl vrácen Srbsku. Během války v roce 1885, která skončila pro Srbsko katastrofou, byl částečně obsazen bulharskou armádou. V roce 1887 byla do Pirotu zavedena také železnice, o rok později byla prodloužena dále na jihovýchod směrem do současného Bulharska.
Roku 1879 bylo v Pirotu založeno gymnázium, dochovala se jeho novorenesanční budova. Vyučovali zde i srbští spisovatelé (např. Stevan Sremac nebo Radoje Domanović.
Během první světové války bylo město opět okupováno Bulharskem, které o ně (stejně jako o celou část jihovýchodního Srbska) dlouhodobě usilovalo (tzv. Zapadni pokrajnini). Po první světové válce byly zbořeny obě místní mešity, v rámci modernizace města byly zničeny i místní turecké lázně[zdroj?], a také hodinová věž (sahat kula). Roku 1922 byla do Pirotu zavedena elektřina. Zregulováno bylo údolí řeky Nišavy. Již v roce 1937 zde vznikla továrna na výrobu automobilových pneumatik, které se proslavila především po druhé světové válce (dnes pneumatiky Tigar). Během existence socialistické Jugoslávie byly v Pirotu umístěny továrny na výrobu textilu.
Během druhé světové války město obsadila v roce 1941 německá armáda a krátce poté vojsko bulharské (historicky již potřetí). Bylo osvobozeno dne 8. září 1944 za účasti partyzánů. Zhruba 2000 místních obyvatel zahynulo během války.
V roce 2017 byla dokončena stavba úseku dálnice A4, která obchází ze západní strany Pirot obchvatem. Rovněž zde byla ustanovena volná hospodářská zóna, jedna ze čtrnácti, které se v zemi nachází.

## Obyvatelstvo
Obyvatelstvo je většinově srbské národnosti a mluví timocko-lužnickým nářečím. Z 63 791 obyvatel, kteří byli na území opštiny Pirot evidováni ve sčítání lidu v roce 2002, bylo 93,8 % Srbů , 3,0 % Romů a 0,8 % Bulharů.

## Památky
- Momčilov grad - hrad postavený na návrší nad řekou Nišavou za Lazara Hrebeljanoviće kolem roku 1380,  Stefan Lazarević roku 1413 jeho opevnění zesílil a rozšířil o druhý pás hradeb s vodním příkopem.
- Chrám Narození Krista srbské ortodoxní cíkve, ze 30. let 19. století (zbudován nejspíše v souvislosti s liberalizací církevní politiky v Osmanské říši během reformního období). Chrám je památnkově chráněn.[6]
- Chrám sv. Petky v obci Staničenje asi 8 km severně od Pirotu, cenný jednolodní gotický chrám s dřevěnou předsíní a polokruhovou apsidou. Postaven v letech 1330–1331 a zasvěcen sv. Mikuláši, později srbské řeholnici Paraskevě, zvané Petka. Uvnitř se dochovaly čtyři pásy gotických fresek (Bohorodika, sv. Mikuláš, sv. Cyril a sv. Petka, Narození Páně)
- Klášter Poganovo - monastýr sv. Jana Bohoslovce s byzantskou kupolovou bazilikou, v obci Dimitrovgrad 12 km jižně od Pirotu, postaven v letech 1390-1395, uvnitř fresky
- Řecký vojenský hřbitov[2]
- Pomník obětem srbsko-turecké války
- Kláštery v okolí: Monastýr Sukovo (asi 18 km jižně od Pirotu) a Monastýr Temska ze 14. století

## Kultura
- Dům kultury a divadlo - moderní budovy
- Regionální muzeum (srbsky Muzej ponišavlja).[6]

## Osobnosti
- Kiril Živković (Кирил Живковић, 1730–1807), srbský biskup, spisovatel a historik
- Dragutin Gostuški (1923-1998), srbský skladatel a historik
- Dobrosav Živković (* 1962), ilustrátor a karikaturista
- Zoran Đorđević, fotbalový manažer
- Svetislav Pešić, basketbalový trenér
- Nikola Đurđić, srbský fotbalista
- Vojislav Vučković (1910–1942), srbský skladatel
- Krasto Krastev, bulharský spisovatel a literární kritik